# 津高
津高（つだか）は、岡山県岡山市北区にある大字である。旧称は中原（なかはら）、さらに古くは東原（ひがしはら）と称した。
なお、当地から分立した津高台も併せて説明する。
津高は、郵便番号は〒701-1152（岡山中央郵便局管区）。人口は5209人（男性2527人、女性2682人）。世帯数は2454世帯（2018年7月現在）。
津高台は一〜四丁目まであり、郵便番号は〒701-1151（岡山中央郵便局管区）。総人口は2313人（男性1138人、女性1175人）。総世帯数は792世帯（2018年7月現在）。

## 概要
半田山の西側にある烏山（135.2m）と坊主山（120m）に挟まれた笹ヶ瀬川の谷間の北側で笹ヶ瀬川東岸一帯にあたる。津高地域の南端部に当たり、北隣の横井上とともに同地域の中の経済面での中心的な地区の一つである。なお、行政における中心は、津高地域中北部の栢谷・吉宗あたりである。
大型幹線道である国道53号、および旧53号沿線に商店・企業が多く、ベッドタウンとして宅地も増加しており、郊外型の市街地を展開している。東部の山地を開発し、津高台団地などの大型団地が造成され、一部に新たに津高台一〜四丁目の町丁が新設された。
また、当地北方を山陽自動車道が東西に通過、当地北部の富原・横井上との境界付近の国道53号に岡山インターチェンジの入り口が設置されている。

### 小・中学校の学区
公立の小・中学校に通学する場合、学区は次のように指定されている。
| 区域         | 小学校     | 中学校     |
| ------------ | ---------- | ---------- |
| 津高         | 横井小学校 | 香和中学校 |
| 津高台一丁目 | 横井小学校 | 香和中学校 |
| 津高台二丁目 | 横井小学校 | 香和中学校 |
| 津高台三丁目 | 横井小学校 | 香和中学校 |
| 津高台四丁目 | 横井小学校 | 香和中学校 |

## 沿革

### 歴史
古代における備前国津高郡の津高郷の一部にあたる。その後、江戸時代までに東原村と称するようになり、笹ヶ瀬川を境に西側の西原村（現 富原）と対になっていた。当地は西原村とともに古代において津高郷の中で中枢的な地区であったともいわれる。
古代山陽道が半田山と烏山の間の峠「戸月坂」を越えて、当地の小字津波井に出、笹ヶ瀬川を西へ渡り、富原を西へ通過、さらに峠を越えて一宮方面へ通じていたされる。
その後、東原東部の山麓を開発して新村が出来たので、その新村を東原とし、旧東原村を中原村に改称。東原を中原村の枝村とした。
江戸時代には、岡山藩領。『吉備温故』には、石高785石5斗6升、田畑35町2反9畝、家数46軒、男女254人とある。枝村の東原は、田畑17町5畝13歩、家数35軒、男女227人としている。
明治9年、中原村と枝村の東谷村とを統合して中原村とし、同22年6月1日の町村制施行時に周辺の中原・富原・横井上・田益の各村が合併し、横井村を新設、中原は同村の大字となる。同33年4月1日、津高・御野が両郡が統合されて御津郡となる。
昭和34年2月1日に、北隣の津高村と新設合併し、新たに津高町を設置。同46年1月8日、津高町が岡山市へ編入合併。中原を津高へ改称した。
平成22年4月1日、岡山市が政令指定都市へ移行し、行政区（北区）が設置された。

### 地名の由来
津高町が岡山市へ編入合併した際に、旧町名が住所表記から消滅するのを防ぐため、古代津高郷の中枢の一部ともいわれ、また津高町域で最も商業が集まっていた中原地区を津高に改称した。。
なお、当地は津高町以前にあった旧津高村域には含まれない（旧横井村域となる）。

## 地勢
河川
- 笹ヶ瀬川

河川
- 半田山
- ダイミ山
- 烏山

## 人口・世帯数等
| 地区                                                          | 世帯数 | 男女人口 | 男性人口 | 女性人口 | 備考 |
| ------------------------------------------------------------- | ------ | -------- | -------- | -------- | ---- |
| 津高                                                          | 2454   | 5209     | 2527     | 2682     |      |
| 津高台一丁目                                                  | 271    | 745      | 364      | 381      |      |
| 津高台二丁目                                                  | 215    | 628      | 309      | 319      |      |
| 津高台三丁目                                                  | 116    | 336      | 173      | 163      |      |
| 津高台四丁目                                                  | 190    | 604      | 292      | 312      |      |
| （津高台 計）                                                 | 792    | 2313     | 1138     | 1175     |      |
| 総計                                                          | 3246   | 7522     | 3665     | 3857     |      |
| 2018年7月現在（新着人口統計｜岡山市｜市政情報｜統計情報より） |        |          |          |          |      |

## 主要施設
医療・福祉施設
- 岡山二人クリニック
- 特別養護老人ホーム津高寮

金融機関
- 中国銀行

交通機関
- 岡山インターチェンジ（入口部分）
- 岡山電気軌道津高営業所

一般企業・商店
- イズミヤ
- ディオ
- おかやまコープ
- ザグザグ
- 100円ショップmeets.
- シュープラザ
- ジュンテンドー
- タマホーム
- スズキアリーナ
- ホンダカーズ

神社仏閣
- 八幡神社
- 妙霑寺 - 日蓮正宗

## 交通
道路
- 国道53号
- 山陽自動車道
  - 岡山インターチェンジ（入口部分）

旧街道
- 古代山陽道